# Laetitia Bruun
Laetitia Jacqueline Kim Bruun født 1994 en dansk atlet som er medlem af Sparta Atletik tidligere i Odense Atletik/OGF.
Bruun blev som 16-årig sølvmedaljevinder ved de dansk mesterskaber i trespring 2010 med 12,25, hvilket er dansk ungdomsrekord og kun to cm fra juniorrekorden.
Bruun blev nummer 21 ved UVM i Lille 2011, hvor hun i sit første spring i trespringskvalifikationen forbedrede den danske juniorrekord fra 2002 med to cm til 12,29.

## Danske mesterskaber
- Sølv 2012 Trespring-inde 12,33
- Bronze 2011 Trespring 12,23
- Bronze 2011 Trespring-inde 11,77
- Sølv 2010 Trespring 12,25

## Personlige rekorder
- Trespring: 12,29 Lille 6. juli 2011 (Dansk junior rekord)
- Længdespring 5,74 Østerbro Stadion 4. juni 2010
- Højdespring: 1,64 NRGi Arena, Århus 14. juni 2009